# Petroica de les Salomó
El petroica de les Salomó (Petroica polymorpha) és un ocell de la família dels petròicids (Petroicidae).

## Hàbitat i distribució
Habita boscos de les muntanyes de les illes Salomó, a Bougainville, Kolombangara, Guadalcanal i Makira.